# 聖誕節之役
聖誕節之役，又稱搭加里揚之戰，是荷蘭東印度公司與臺灣原住民馬卡道族搭加里揚社於1635年聖誕節爆發的一場戰役，主要戰場在今大岡山地區的北邊。這場戰役被視為荷蘭人奠定台灣統治權的關鍵。

## 發生經過
荷蘭東印度公司來到台灣時，初期駐軍不到400人。1629年發生麻豆社事件，63名荷蘭士兵全部被殺害。1632年6月17日，荷蘭船隻停泊在打狗海灣，有7個荷蘭人遭當地原住民殺害。1633年11月23日，荷蘭船隻在打狗與堯港之間的沙岸擱淺，有六、七個荷蘭人遭當地原住民殺害。為了報復以及擴張在此地的勢力，意圖控制台南至高雄一帶，第四任荷蘭台灣長官漢斯·普特曼斯因自身兵力不足，決定與平埔原住民族新港社結盟，驅逐北方的麻豆社與居住在南方堯港（今興達港）、大岡山附近、今阿公店溪南岸、勢力強盛的搭加里揚社（荷蘭文獻記載為），以方便引進中國漢族移民來進行開墾。
1634年10月，新港社聯合蕭壠社，與搭加里揚社決戰失敗，新港社頭目遭斬首，請求荷蘭人協助。11月3日荷軍派出70名士兵與新港社聯軍在堯港登陸，11月5日在大岡山（桌山）附近與150－200名搭加里揚戰士交戰，擊殺5名搭加里揚戰士。
公司在多年來對中日貿易障礙、海盜肆虐等阻礙獲利重大問題終於解決後，始有餘力從巴達維亞增派援軍。1635年8月，援軍抵達大員，大員當局始取得足夠兵力報復歷年來與周邊住民間的暴力衝突。11月23日，500名荷軍聯合新港社，發動麻豆社之役進攻麻豆社，焚毀村莊，麻豆社投降，簽下《麻豆協約》。12月22日荷蘭與新港社千人聯軍由陸路進軍，12月25日聖誕節進攻搭加里揚社，在村內發現荷蘭衣物與火繩槍槍管，推定確曾有荷蘭人被殺害，於是焚毀他們的村莊。塔加里揚人落敗，與高雄平原鄰近社群全部逃離，撤退到屏東平原，謂之聖誕節之役。（pp. 240,247-250,264-272）

這場戰爭在甘為霖所著《荷蘭時代的福爾摩沙》（Formosa Under the Dutch），有著清楚的進程，摘要如下：
- 12月21日：隨著遠征搭加里揚日子的到來，周圍村落都收到通告，出發到大員，近午，許多人已經到赤崁集合…由新港人準備船，花了半天因為起風了，決定第二天才出發。
- 12月22日：很早就登船，氣候還是具威脅，有轉成風暴的可能，所以轉為陸路，中午到達新港，晚上到一處叫「殺人窩」（Den of Murder）過夜。
- 12月23日；看到新港人突然放下擔子往南衝，長官跟上去看個究竟，原來新港人看到搭加里揚人打獵，他們一看到就跑走了，我們繼續向前到達一座森林，尋一些水源，決定過夜。
- 12月24日，晚上已經相當接近敵人村落，爬到樹上就可以看的到，這深深激勵我們。
- 12月25日，我們的敵人在渡河後就出現了，首先新港人和敵人有場衝突，但只有使用原始的矛，直到我們的前鋒出現，用火槍攻擊他們的中間，敵軍才四散開來，從此通往村落的道路就被打開來。進入村子，沒有半個人，所以決定放火燒村，首先在村外找到一個讓火燒不到的合適地方，晚上很快來臨，在提高警覺下我們便休息。
- 12月26日，一大早我們重整軍隊經過該村落，決定北返回家…當我們到達河邊的平原，看見幾個敵人，武裝拿著矛與盾，但因為害怕火槍，所以不敢靠近，為徹底擊垮他們，長官下達射擊命令，敵人就此逃走了，在勝利之下行軍離開了搭加里揚。[2]:17-18

1636年2月4日，遷逃到屏東平原的搭加里揚社，連同大木連（荷蘭語：Tapolingh，上淡水，今萬丹社皮）、麻里麻崙（荷蘭語：Vorrevorongh，下淡水，今萬丹香社）、搭樓社（荷蘭語：Sotanau、等，今里港塔樓）等三分社代表，前往大員投降認錯，與荷蘭比照《麻豆協約》簽訂合約，接受荷蘭統治。高雄文史工作者呂自揚根據《熱蘭遮城日記》的記錄，認為遷逃到屏東平原的搭加里揚社，就是在1646年記載中的阿猴社（Akauw，即今屏東市）。

## 影響
聖誕節之役發生後，逃離高雄平原撤退到屏東平原，以及原本就居住在搭加里揚人南方屏東平原與靠近海邊一帶未與荷蘭人衝突的原住民馬卡道族（如放䌇社，又稱放索社）等共八社，在1636年2月10日紛紛主動請求與荷蘭人簽定和約，接受荷蘭人的統治。2月22日來自各地部落的代表參加在新港舉行的和約批准儀式大會，授予長袍、權杖、國旗，後來形成清代文獻記載的鳳山八社。
台南到高雄一帶的廣闊平原形同真空。此後，荷蘭人順利引進中國大陸漢人移民來開墾，以鞏固自己在台灣的統治地位。

## 參閱
- 麻豆溪事件
- 台灣荷蘭統治時期
- 荷蘭在臺灣之平定行動